# Val-de-Fier
Val-de-Fier és un municipi francès situat al departament de l'Alta Savoia i a la regió d'Alvèrnia-Roine-Alps. L'any 2007 tenia 512 habitants.

## Demografia

### Població
El 2007 la població de fet de Val-de-Fier era de 512 persones. Hi havia 197 famílies de les quals 42 eren unipersonals (23 homes vivint sols i 19 dones vivint soles), 54 parelles sense fills, 66 parelles amb fills i 35 famílies monoparentals amb fills.
La població ha evolucionat segons el següent gràfic:
Habitants censats

### Habitatges
El 2007 hi havia 244 habitatges, 202 eren l'habitatge principal de la família, 10 eren segones residències i 33 estaven desocupats. 200 eren cases i 44 eren apartaments. Dels 202 habitatges principals, 160 estaven ocupats pels seus propietaris, 36 estaven llogats i ocupats pels llogaters i 6 estaven cedits a títol gratuït; 1 tenia una cambra, 8 en tenien dues, 24 en tenien tres, 52 en tenien quatre i 116 en tenien cinc o més. 180 habitatges disposaven pel capbaix d'una plaça de pàrquing. A 77 habitatges hi havia un automòbil i a 115 n'hi havia dos o més.

### Piràmide de població
La piràmide de població per edats i sexe el 2009 era:
| Homes | Edats   | Dones |
| ----- | ------- | ----- |
| 0     | 95 o +  | 0     |
| 0     | 90 a 94 | 4     |
| 8     | 85 a 89 | 8     |
| 4     | 80 a 84 | 4     |
| 8     | 75 a 79 | 8     |
| 4     | 70 a 74 | 8     |
| 4     | 65 a 69 | 0     |
| 24    | 60 a 64 | 4     |
| 12    | 55 a 59 | 8     |
| 16    | 50 a 54 | 16    |
| 8     | 45 a 49 | 0     |
| 20    | 40 a 44 | 16    |
| 24    | 35 a 39 | 8     |
| 8     | 30 a 34 | 12    |
| 20    | 25 a 29 | 20    |
| 4     | 20 a 24 | 12    |
| 4     | 15 a 19 | 8     |
| 8     | 10 a 14 | 8     |
| 0     | 5 a 9   | 8     |
| 16    | 0 a 4   | 16    |

## Economia
El 2007 la població en edat de treballar era de 321 persones, 251 eren actives i 70 eren inactives. De les 251 persones actives 235 estaven ocupades (130 homes i 105 dones) i 17 estaven aturades (5 homes i 12 dones). De les 70 persones inactives 27 estaven jubilades, 25 estaven estudiant i 18 estaven classificades com a «altres inactius».

### Ingressos
El 2009 a Val-de-Fier hi havia 197 unitats fiscals que integraven 533 persones, la mediana anual d'ingressos fiscals per persona era de 18.972 €.

### Activitats econòmiques
Dels 11 establiments que hi havia el 2007, 2 eren d'empreses de fabricació d'altres productes industrials, 4 d'empreses de construcció, 1 d'una empresa de transport, 1 d'una empresa d'hostatgeria i restauració, 1 d'una empresa d'informació i comunicació i 2 d'empreses de serveis.
Dels 3 establiments de servei als particulars que hi havia el 2009, 1 era una lampisteria, 1 electricista i 1 restaurant.
L'any 2000 a Val-de-Fier hi havia 8 explotacions agrícoles.

## Equipaments sanitaris i escolars
El 2009 hi havia una escola elemental integrada dins d'un grup escolar amb les comunes properes formant una escola dispersa.

## Poblacions més properes
El següent diagrama mostra les poblacions més properes.